# 姑母
姑母是中文中親屬称谓，指父亲的姐姐或妹妹，或可簡稱姑。她们的丈夫则称为姑父、姑爹、姑丈等。粤语称父亲的姐姐為姑媽、妹妹為姑姐。自己相對於姑母而言是姪兒或姪女。英文中，姑妈、姨妈等统称为Aunt。
不過「姑」有時是指大姑子或小姑子，即丈夫的姐姐或妹妹。「姑」有時也指家姑（即家婆、婆婆或奶奶，丈夫的母親），這是因為古代常有姑表兄妹或姊弟通婚，對於女方而言丈夫的母親常會是自己的姑母。
某些地方，姑媽指父親的姊姊，父親的妹妹則稱姑姑。
「姑姑」有時也用作對無血緣關係女性前輩尊称（另見姑娘），例如《神鵰俠侶》中，楊過就稱師父小龍女為姑姑（即「Madam」）。
- 伯公或叔公的女兒＝父亲的堂姐妹稱呼堂姑姑
- 堂伯公或堂叔公的女兒＝父亲的再從姐妹稱呼再從姑姑
- 姨婆或舅公的女兒＝父亲的表姐妹稱呼表姑姑